# Ad augusta per angusta
Ad augusta per angusta é uma frase em latim que significa "Rumo aos cumes por caminhos estreitos". Não se chega ao triunfo sem que haja graves dificuldades a vencer, só se ascende à glória, à virtude, vencendo grandes obstáculos.
Compreende-se por esta fórmula se pode alcançar os resultados mais eminentes por meios modestos ou para além das dificuldades. Foi utilizado pela primeira vez por Victor Hugo em Hernani (1830).
Esta citação constitui uma paronímia ("augusta" / "angusta"). Em sua forma e significado, é semelhante à frase Ad astra per aspera. É encontrada em diversas obras e também como lema.

## Literatura
- Na peça Hernani (1830) de Victor Hugo, esta é a senha dos conspiradores (ato IV, cena 3);[5]
- O nome de um conto da coleção Ab origine fidelis de J. Lasseaux, que apresenta Iliana Bones, uma paródia de Indiana Jones.
- A frase latina é usada várias vezes em Les chimères de Vénus, muitas vezes em sua forma reduzida Ad Augusta, mas em conexão com um dos personagens, Aurélien d'Hormont.

## Vídeo games
- O lema é uma das citações históricas e anedotas exibidas na parte inferior das páginas de carregamento de Total War: Rome II. É apresentado lá como um provérbio romano;
- Em Dead by Daylight, é o nome de uma das três habilidades da personagem de Néa Karlson. A seguinte descrição da habilidade concorda com a definição da frase: "Longas noites solitárias ensinaram você a fazer muito com pouco. Reduz o consumo de carga de um item em 25% para você e seus aliados em um raio de 8 metros. Uma vez fora do alcance, esse efeito dura 15 segundos."

## Lema
Ad augusta per angusta constitui o lema:
- de Francisco Morato, cidade do estado de São Paulo, no Brasil; Brasão da cidade de Francisco Morato.

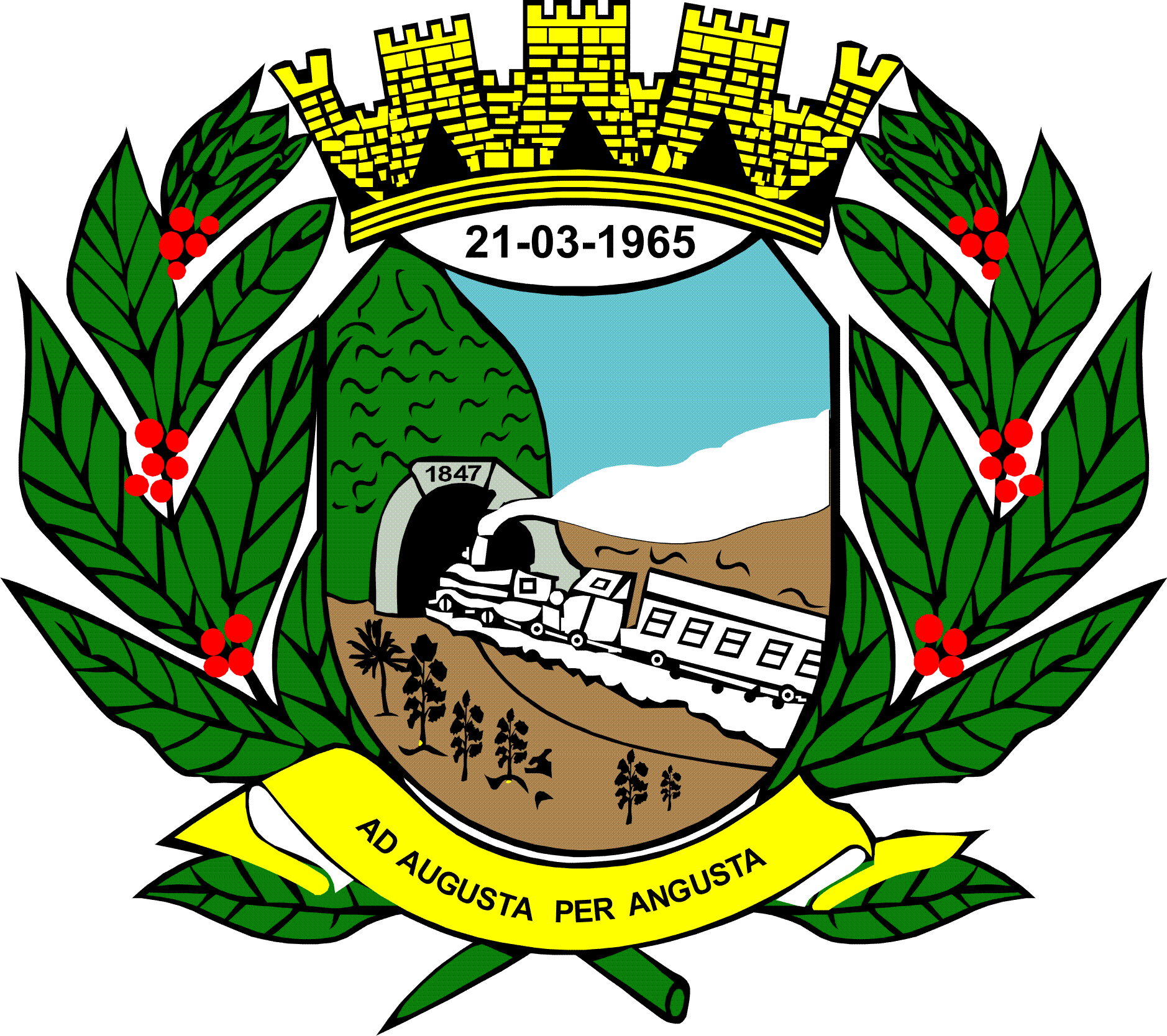
Brasão da cidade de Francisco Morato.

- de Irapuato, cidade do estado de Guanajuato, no México;

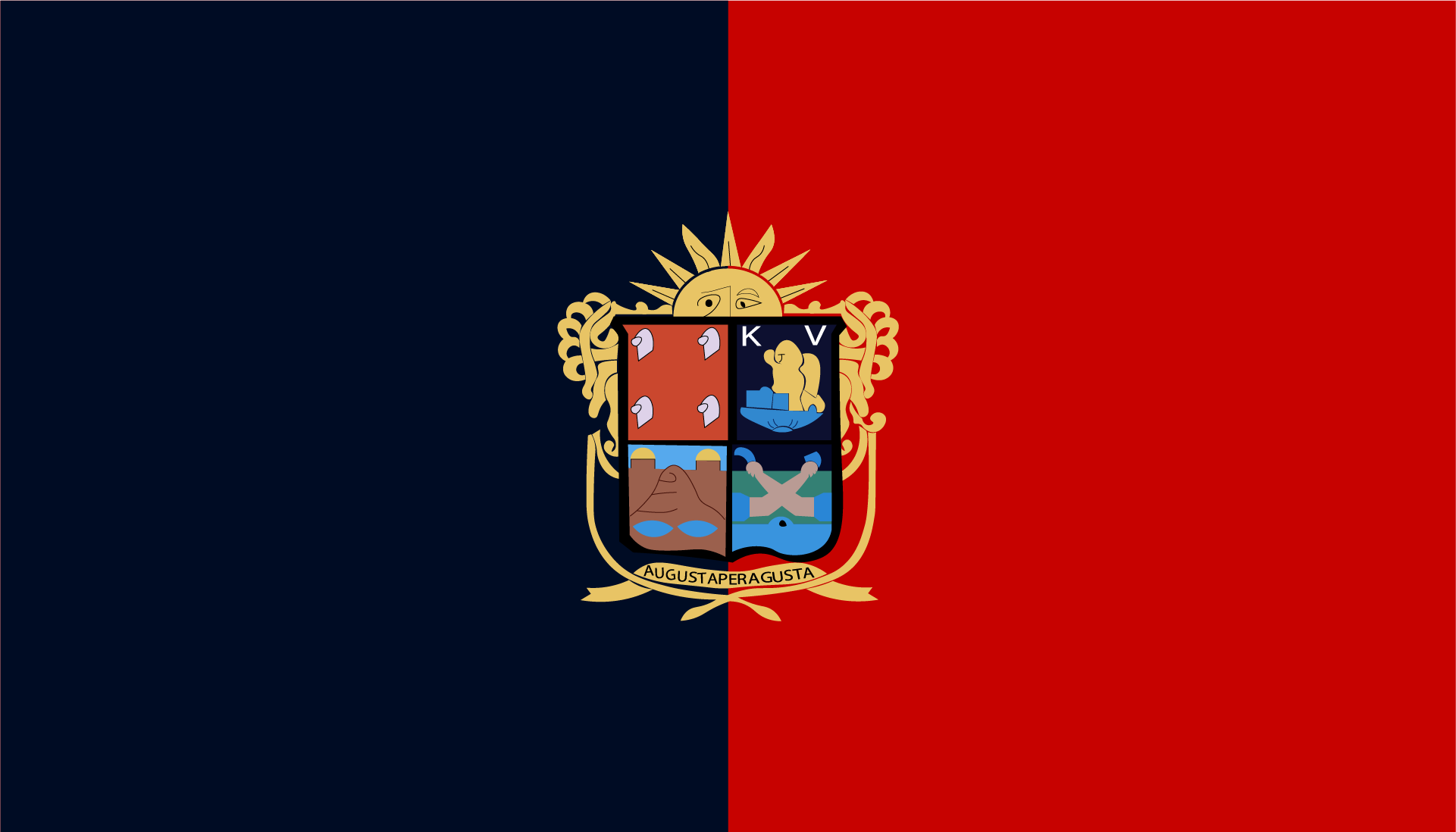
Bandeira da cidade de Irapuato.

- de Vitry-en-Perthois, comuna do Marne, na França;
- da Lakehead University localizada em Thunder Bay e Orillia, em Ontário, no Canadá;
- do Mestrado em Avaliação e Gestão de Projetos (EGP) pela Universidade Panthéon-Sorbonne em Paris, na França; Logotipo do mestrado EGP

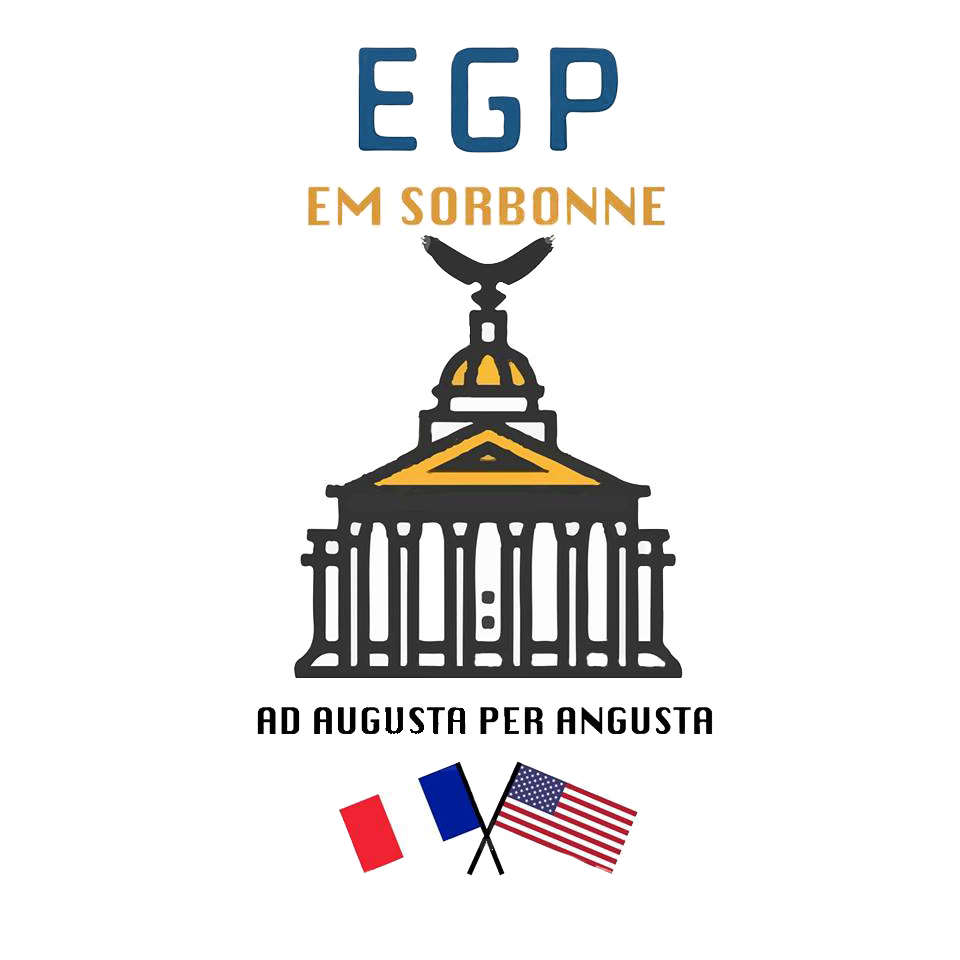
Logotipo do mestrado EGP

- do Serviço de Documentação Externa e de Contraespionagem (SDECE);
- da 8ª Companhia do 110º Regimento de Infantaria do Exército Francês;
- do barco-patrulha La Glorieuse da Marinha Francesa;
- da secção de apoio pertencente à 4ª companhia da unidade de formação e intervenção da Defesa Civil nº 7 de Brignoles, no departamento de Var, na França;
- da empresa francesa de artigos de couro Wagram Leather, com sede no Canadá
- da fragata F931 Louise-Marie da Marinha Belga.

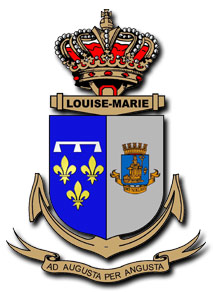
Brasão da fragata F931 Louise-Marie.

### Variante
A variante Per angusta ad augusta ("Por caminhos estreitos até os cumes") é o lema:
- do Condado de Antrim na Irlanda do Norte;

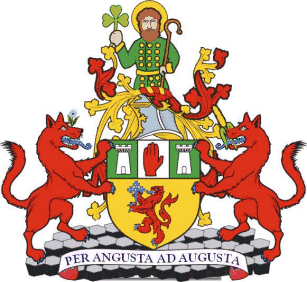
Brasão de armas do condado de Antrim.

- da brigada anti-crime de Évry, na França;
- da 12ª companhia reserva ("leopardos") do 2º Regimento de Infantaria de Marinha;
- FOSIT (Força Operacional de Vigilância Territorial e Informação) da Marinha Francesa;
- da seleção belga de futebol da A.B.S.S.A. Union Saint-Lambières.